# Oratorio del Redentore (Roncà)
L’Oratorio del Redentore è una chiesa sussidiaria ubicata sul Monte Calvarina, nel Comune di Roncà, in provincia di Verona e diocesi di Vicenza; fa parte del Vicariato di San Bonifacio-Montecchia di Crosara.

## Storia
Un piccolo Oratorio, largo otto metri, lungo dieci e alto quattro, fu eretto sul Monte Calvarina a partire dal 26 agosto 1900, con prima pietra posta dal parroco di Costalunga don Biagio Dalla Pozza.
Finanziato dalle offerte di quasi tutte le parrocchie circondanti il monte, fu inaugurato il 1 settembre 1901, mentre l’altare fu consacrato nel 1905.
Durante la Prima Guerra Mondiale i soldati del Regio Esercito utilizzarono la chiesetta come postazione di avvistamento. 
Il 3 settembre 1919, presente il Vescovo di Vicenza Ferdinando Rodolfi, l’Oratorio fu riaperto al culto.
Nel 1962 l’edificio sacro fu spostato per edificare una caserma missilistica della NATO.
Ricostruito nei dintorni con le stesse proporzioni, fu restaurato nel 1990.

## Descrizione
La facciata a capanna, intonacata, con campanile a vela sulla sommità (con una campana), culminante con una croce, presenta un portale rettangolare e un oculo.
Le pareti laterali, anch’esse intonacate, presentano tre monofore.